# Хумка Шолмош
Курган у атарима који се зову "Шолмош" и "Јаруге", у општини Нови Бечеј је хумка ниског типа. Налази се у близини Новог Бечеја, поред пута за Кумане, на слатини, уз руб некадашњег ширег меандра у коме данас тече омањи канал. Површина хумке се интензивно преорава, што наружава њен изглед.
Није познато да ли је хумка археолошки истраживана, иако су оранице у његовој околини пуне уломака древне грнчарије, урађене на спором витлу, без орнаментике (Сармати?).

## Галерија
- Атарски пут према хумки
- Хумка гледана са ораница
- Уломак грнчарије
- Атмосфера околине